# 4676 Uedaseiji
4676 Uedaseiji (1990 SD4) là một tiểu hành tinh vành đai chính được phát hiện ngày 16 tháng 9 năm 1990 bởi Tetsuya Fujii và Kazuro Watanabe ở Đài thiên văn Kitami.